# Кату – Ітапоранга – Пілар
Кату – Ітапоранга – Пілар – елемент газопровідної системи на сході Бразилії, який сполучає штати Баїя, Сержипі та Алагоас.
Ще у 20 столітті окремі штати на сході Бразилії виявились сполучені газопроводами, так, в 1974-му Сержипі та газоппереробний завод Кату в Баїї з'єднав Gaseb, а в 1999-му між Алагоасом та Пернамбуку проклали трубопровід Gasalp. На початку 21 століття вирішили створити наскрізне сполучення між згаданими вище адміністративними одиницями, зокрема, для транспортування газу з родовища Манаті, що почав надходити у газотранспортну мережу штату Баїя. 
Протягом 2007—2008 року проклали газогін за маршрутом Кату – Ітапоранга – Кармополіс – Пілар загальною довжиною 441 км. Враховуючи, що Манаті могло постачати доволі великий для регіону обсяг — 8-10 млн.м3 газу на добу — для нової системи обрали діаметр труб 650 мм, що значно перевищувало аналогічні характеристики Gasalp та Gaseb (останній сполучили з новою системою в районі Ітапоранги, так що між Кату та Ітапорангою газ може транспортуватись одразу по двом маршрутам).
Починаючи з 2010-го в північній точці маршруту Кату – Пілар також з'явилось сполучення з газопроводом Nordestão II, а до найпівденнішого пункту траси в Кату вивели трубопровід Gasene, який забезпечив зв'язок із газотранспортною системою південно-східних штатів, а отже і доступ до газу басейну Сантос та імпортованого з Болівії.